# Condado de Randolph (Indiana)
El condado de Randolph (en inglés, Randolph County) es un condado del estado de Indiana, Estados Unidos. Tiene una población estimada, a mediados de 2022, de 24 437 habitantes.
La sede del condado es Winchester.
Fue fundado en 1818.

## Geografía
Según la Oficina del Censo, el condado tiene un área total de 1174.1 km², de la cual 1171.7 km² corresponden a tierra firme y 2.4 km² están cubiertos de agua.

### Condados adyacentes
- Condado de Jay (norte)
- Condado de Darke, Ohio (este)
- Condado de Wayne (sur)
- Condado de Henry (suroeste)
- Condado de Delaware (oeste)

## Autopistas importantes
- U.S. Route 27
- U.S. Route 35
- U.S. Route 36
- Ruta Estatal de Indiana 1
- Ruta Estatal de Indiana 28
- Ruta Estatal de Indiana 32
- Ruta Estatal de Indiana 227

## Demografía

### Censo de 2020
Según el censo de 2020, en ese momento el condado tenía una población de 24 502 habitantes. La densidad poblacional era de 20.91 hab./km². Había 11 394 unidades habitacionales, lo que representaba  una densidad de 10/km². El 92.24% de los habitantes eran blancos, el 0.51% eran afroamericanos, el 0.29% eran amerindios, el 0.27% eran asiáticos, el 2.64% eran de otras razas y 4.04% eran de una mezcla de razas. Del total de la población, el 4.72% eran hispanos o latinos de cualquier raza.

### Censo de 2000
Según el censo de 2000, en ese momento había 27 401 personas, 10 937 hogares y 7798 familias en el condado. La densidad poblacional era de 60 personas por milla cuadrada (23/km²). Había 11 775 unidades habitacionales, lo que representaba una densidad de 26 por milla cuadrada (10/km²). El 98.06% de los habitantes eran blancos, el 0.26% eran afroamericanos, el 0.18% eran amerindios, el 0.15% eranasiáticos, el 0.03% eran isleños del Pacífico, el 0.59% eran de otras razas y el 0.73% eran de una mezcla de razas. Del total de la población, el 1.22% eran hispanos o latinos de cualquier raza. 
Los ingresos promedio de los hogares del condado eran de $34 544 y los ingresos promedio de las familias eran de $40 855. Los hombres tenían ingresos medios por $30 951 frente a los $20 634 que percibían las mujeres. Los ingresos per cápita eran de $16 954. Alrededor del 11.10% de la población estaba bajo el umbral de pobreza nacional.

## Ciudades y pueblos
- Farmland
- Losantville
- Lynn
- Modoc
- Parker City
- Ridgeville
- Saratoga
- Union City
- Winchester